# Fuck It, I Love You
«Fuck It I Love You» es una canción de la cantante y compositora estadounidense Lana Del Rey. Fue lanzado como el quinto sencillo de su álbum, Norman Fucking Rockwell, junto con «The Greatest». El 22 de agosto de 2019, Del Rey lanzó un video musical doble para ambas canciones. Más tarde ese mismo día, lanzó los dos como un sencillo conjunto en las tiendas digitales.

## Escritura y composición
Del Rey, Jack Antonoff, Andrew Watt y Louis Bell escribieron la letra de la canción, mientras que los tres últimos también la produjeron. La letra hace referencia a la canción clásica, «Dream a Little Dream of Me». Líricamente, la canción presenta a Del Rey cantando sobre cuestionar su estilo de vida mientras extraña a su ser querido.

## Vídeo musical

### Sinopsis
El video musical doble comienza con Del Rey encendiendo una máquina de discos. Luego interpreta «Fuck It I Love You» frente a un degradado de neón en un pequeño escenario en un bar de buceo, que recuerda una de sus escenas más famosas en el video de «Ride» (2012). Mientras se presenta, los cortes principales la muestran pintando un lienzo en un bote con trenzas laterales (haciendo referencia a la portada del álbum) antes de que los clips la muestren surfeando en el mar con una aurora boreal de fondo en el cielo. En todo momento, se reproducen muchos otros clips, incluido uno con un televisor antiguo que reproduce clips de Del Rey y el modelo Brad Swanick navegando en un clásico estilo de película de la década de 1960, fotos de Del Rey y sus bailarines / cantantes de respaldo Alexa Kaye y Kira Alger (quienes también aparecen en los videos de «Mariners Apartment Complex» y «Lust for Life») mientras andan en patineta por la calle, y fotos de Del Rey con los ojos llorosos sentada en la arena mientras dice la letra directamente a la cámara. La primera mitad con «Fuck It I Love You» termina cuando Swanick y Del Rey se caen de la tabla de surf y revelan una pantalla verde cuando las ondas simbólicas comienzan a caer en la cámara.

### Grabación
Rich Lee dirigió el vídeo, quien anteriormente había hecho lo mismo con los videos de «Love», «Lust for Life» y «White Mustang», entre otros. El video en sí rinde homenaje a «Ride» en numerosas ocasiones con su escena de bar haciendo paralelos, así como clips con Del Rey inclinadose sobre un muelle (que recuerda escenas en «Ride» donde se inclina sobre un balcón) y tomas de ella en un columpio de alambre en la playa (como lo había hecho en el desierto en el sencillo ya mencionado). Con más de nueve minutos de duración, el video también ha sido considerado como un cortometraje. Si bien Del Rey ha publicado imágenes del vídeo de «Mariners Apartment Complex» y «Venice Bitch», ha mencionado que el vídeo doble de esta canción es «el primer videoclip del álbum».

## Recepción

### Crítica
La canción recibió críticas positivas tras su lanzamiento. Mikael Wood de  Los Angeles Times elogió el sonido de la canción en California, alabandola cómo «la nueva melodía característicamente soñadora encuentra a Del Rey explorando aún más el espacio psíquico de la costa oeste que la ha obsesionado durante años; nadie en el pop hace un uso más efectivo que ella de la iconografía de Hollywood acumulada durante un siglo». Al Newstead, de TripleJ, dijo que la canción «suena como lo más parecido a un sencillo tradicional que hemos tenido del álbum hasta ahora, con una vibra a ‹California dreamin› y ganchos memorables». Tosten Burks de Spin escribió que tanto «Fuck It I Love You» como «The Greatest» eran «baladas de rock surf-ish que reflejan la mística perdida de California». James Rettig de Stereo Gum elogió aún más el sonido de California y llamó a ambas canciones «las dos visiones más prometedoras de Norman Fucking Rockwell».

### Comercial

#### Listas
| Irlanda       | Top 50 Singles          | 73 |
| Nueva Zelanda | New Zealand Hot Singles | 17 |
| Suecia        | Sverigetopplistan       | 14 |
| Reino Unido   | UK Singles              | 78 |